# Жизнь Викрамы
«Жизнь Викрамы», также «Викрамачаритра» или «Викрама-чарита» (Vikramacaritra = Vikrаmа + саritrа = «подвиги Викрамы»; «Деяния Викрамы») — индийский средневековый сборник рассказов на санскрите, героем которого является царь Викрама (Викрамадитья; I век до н. э.), а автором — Врирача (Vrirаса). Относится к XI веку. В индийской литературе Викрама является примером отваги, самоотверженности и щедрости; рассказы «Жизнь Викрамы» имеют дидактическую направленность и существуют в нескольких редакциях. Царь Викрам представлен также в «Двадцати пяти рассказах Веталы».

## Сюжет
В награду от царя богов Индры он получает чудесный трон, поддерживаемый тридцатью двумя небесными девами в виде статуй. После смерти Викрамы, не найдя достойного, чтобы сесть на трон, последний зарыли в землю. Проходят многие годы, прежде чем трон найден при царе Бходже (в раджпутской династии Парамара (ок. 800—1305) есть одноимённый царь первой половины XI века). Когда Бходжа возжелал взойти на трон, одна из статуй заговорила: «Взойти на трон может лишь человек, равный достоинствами Викраме». И статуя рассказала один из подвигов Викрамы, а за ней последовали другие истории от других статуй-дев и разрешение последней царю Бходже сесть на трон. Отсюда название «Жизнь Викрамы, или Тридцать две истории царского трона».

## Издания
- 1845 — издание отрывка — «Синхасанадватриншати», то есть «32 рассказа трона царя Викрамадитьи»[3] — немецким востоковедом Р. фон Ротом в его «Extrait du Vicrama-Charitram» («Journal Asiatique[англ.]» 1845 года, октябрь)[1]:
- Труд британского санскритолога Ф. Уилфорда («Asiatique Researches», т. IX)[1].

## Русский перевод
- Деяния Викрамы / Пер. с санскр., предисл. и примеч. П. А. Гринцера // Индийская средневековая повествовательная проза. — М., 1982. — С. 248—268.
- Жизнь Викрамы, или 32 истории царского трона / Пер. с санскр., предисл. и примеч. П. А. Гринцера. — М.: Изд-во вост, лит., 1960, — 236 с.